# Aidan Quinn
Aidan Thomas Quinn (ur. 8 marca 1959 w Chicago) – amerykański aktor pochodzenia irlandzkiego.
Był dwukrotnie nominowany do nagrody Emmy – za rolę prawnika Michaela Piersona, ukrywającego swój homoseksualizm i zarażonego AIDS w dramacie telewizyjnym NBC Wczesny mróz (An Early Frost, 1985) i jako senator Stanów Zjednoczonych Henry Laurens Dawes w westernie historycznym HBO Pochowaj me serce w Wounded Knee (Bury My Heart at Wounded Knee, 2007) w reżyserii Yves'a Simoneau.

## Wczesne lata
Urodził się w Chicago w Illinois w rodzinie rzymskokatolickiej irlandzkich imigrantów jako jedno z pięciorga dzieci Teresy i Michaela Quinna. Wychowywał się w Rockford w Illinois z trzema braćmi – Declanem (ur. 1957), Jamesem i Paulem (ur. 1960, zm. 2015 w wieku 55 lat) oraz młodszą siostrą Marian. Jego ojciec był profesorem literatury angielskiej i irlandzkiej i często podróżował do Irlandii, gdzie zbierał materiały do pracy i zabierał Aidana ze sobą.
Po ukończeniu szkoły średniej Rockford West High School w Rockford, przeprowadził się do Dublina, gdzie występował w amatorskich teatrach. W 1978 w wieku dziewiętnastu lat przeniósł się do Chicago, gdzie kontynuował naukę w DePaul University. Kiedy miał dziewiętnaście lat pracował jako cieśla, dekarz, woźny w bibliotece i zmywak do naczyń, zanim zdał sobie sprawę, że chce zostać aktorem. Trenował w Piven Theatre Workshop, prowadzonym przez ojca Jeremy’ego Pivena w Evanston w Illinois.

## Kariera
W 1979 debiutował na profesjonalnej scenie w roli Jerry’ego Greena w spektaklu Człowiek w 605 (The Man in 605). Grał w Wisdom Bridge Theatre w Chicago w przedstawieniach: The Irish Hebrew Lesson, Szeherezada i Hamlet w roli tytułowego duńskiego księcia. Występował na Off-Broadwayu w sztukach Sama Sheparda – Szalony z miłości (Fool for Love, 1983) w roli Eddiego i Kłamstwo umysłu (A Lie of the Mind, 1985) jako Frankie.
Po gościnnym udziale w odcinku serialu familijnym ABC Amerykański sen (American Dream, 1981) – pt. „Romans Caseya” („Casey’s Romance”) jako Scooter z udziałem Stephena Machta, zadebiutował na kinowym ekranie w roli nastoletniego wyrzutka i piłkarza Johnny’ego Rourke’a, który zakochuje się w cheerleaderce z wyższych sfer (Daryl Hannah) w melodramacie komediowym Jamesa Foleya Buntownik z Eberton (Reckless, 1984). Następnie znalazł się w obsadzie komedii Rozpaczliwie poszukując Susan (Desperately Seeking Susan, 1985) z Rosanną Arquette i Madonną. W dramacie Rolanda Joffé Misja (The Mission, 1986) u boku Roberta De Niro i Jeremy’ego Ironsa zagrał postać Felipe’a Mendozy, zamordowanego przez starszego brata–najemnika–łowcy niewolników. 
W 1986 zadebiutował jako reżyser teatralny przedstawienia Pracowity żywot (A Worker’s Life) Johna Turturro na scenie Ensemble Studio Theatre’s „Marathon ’86” w Nowym Jorku. W 1988 odniósł sukces na Broadwayu i zdobył nagrodę Theatre World za rolę Stanleya Kowalskiego w sztuce Tennessee Williamsa Tramwaj zwany pożądaniem (A Streetcar Named Desire) z Blythe Danner i Frances McDormand.
Powrócił na ekran w tytułowej roli Robinsona Crusoe w dramacie Crusoe (1989) z udziałem Timothy’ego Spalla, melodramacie Zabawa w Boga (At Play in the Fields of the Lord, 1991) z Tomem Berengerem, telewizyjnym dreszczowcu Kłamstwa bliźniaków (Lies of the Twins, 1991) z Isabellą Rossellini i Iman oraz melodramacie wojennym Wichry namiętności (Legends of the Fall, 1994) jako najstarszy z trzech braci Ludlowów z Bradem Pittem. W biograficznym dramacie wojennym Neila Jordana Michael Collins (1996) został obsadzony w roli terrorysty IRA, Harry’ego Bolanda. Kreacja Toma Bledsoe w dramacie Łowczyni piosenek (Songcatcher, 2000) przyniosła mu nagrodę specjalną Jury na Festiwalu Filmowym w Sundance. W telewizyjnej adaptacji powieści Marka Twaina Książę i żebrak (The Prince and the Pauper, 2000) pojawił się jako Sir Miles Hendon.
Był narratorem dokumentalnych filmów historycznych – A&E Television Networks Irlandczycy w Ameryce (The Irish in America, 1995) i Out of Ireland: historia irlandzkiej emigracji do Ameryki (Out of Ireland: The Story of Irish Emigration to America, 1995), telewizyjnej produkcji muzycznej Młody Mesjasz (The Young Messiah, 2000), współczesnej adaptacji oratorium Mesjasz Georga Friedricha Händla, oraz serialu Od Tee do Greena: historia irlandzkiego golfa (From Tee to Green: The Story of Irish Golf, 2014).

## Życie prywatne
1 września 1987 zawarł związek małżeński z aktorką Elisabeth Bracco, siostrę aktorki Lorraine Bracco. Mają dwie córki: Avę Eileen (ur. 1989), która ma spektrum autyzmu, i Mia (ur. 1998).

## Filmografia

### Filmy
- 1984: Buntownik z Eberton (Reckless) – Johnny Rourke
- 1985: Rozpaczliwie poszukując Susan (Desperately Seeking Susan) – Dez
- 1985: Wczesny mróz (An Early Frost, TV) – Michael Pierson
- 1986: Misja (The Mission) – Felipe Mendoza
- 1987: Zasadzka (Stakeout) – Richard „Stick” Montgomery
- 1987: Wszyscy moi synowie (All My Sons, TV) – Chris Keller
- 1989: Doskonały świadek (Perfect Witness, TV) – Sam Paxton
- 1990: Cytrynowe trio (The Lemon Sisters) – Frankie McGuinness
- 1990: Opowieść podręcznej (The Handmaid’s Tale) – Nick
- 1990: Avalon – Jules Kaye
- 1991: Zabawa w Boga (At Play in the Fields of the Lord) – Martin Quarrier
- 1991: Kłamstwa bliźniaków (Lies of the Twins, TV) – James McEwen / Jonathan McEwan
- 1992: Wędrowna trupa (The Playboys) – Tom Casey
- 1992: Prywatna sprawa (A Private Matter, TV) – Bob Finkbine
- 1993: Benny i Joon (Benny & Joon) – Benny Pearl
- 1994: Frankenstein – kapitan Walton
- 1994: Wichry namiętności (Legends of the Fall) – Alfred Ludlow
- 1994: Blink jako detektyw John Hallstrom
- 1995: Nawiedzony (Haunted) – prof. David Ash
- 1995: Pod niebem Henrietty (The Stars Fell on Henrietta) – Don Day
- 1995: Lumiere i spółka (Lumière et compagnie) – w roli samego siebie
- 1996: Michael Collins – Harry Boland
- 1996: Sposób na Szekspira (Looking for Richard) – Richmond
- 1997: Wbrew przykazaniom (Commandments) – Seth Warner
- 1997: Zakazane terytorium (Forbidden Territory: Stanley’s Search for Livingstone, TV) – Henry Morton Stanley
- 1997: Misja specjalna (The Assignment) – porucznik kmdr. Annibal Ramirez / Carlos
- 1998: To jest mój ojciec (This Is My Father) – Kieran O’Dea (także producent wykonawczy)
- 1998: Totalna magia (Practical Magic) – Gary Hallet
- 1999: Koncert na 50 serc (Music of the Heart) – Brian Sinclair
- 1999: W moich snach (In Dreams) – Paul Cooper
- 2000: Łowczyni piosenek (Songcatcher) – Tom Bledsoe
- 2000: Ich dwóch (Two of Us, TV) – Paul McCartney
- 2000: Książę i żebrak (The Prince and the Pauper, TV) – Sir Miles Hendon
- 2001: Niesamowite opowieści (Night Visions) – Jeremy Bell
- 2002: Evelyn – Nick Barron
- 2002: Skradzione lato (Stolen summer) – Joe O’Malley
- 2003: Szkoła dla łobuzów (Song for a Raggy Boy) – William Franklin
- 2003: Benedict Arnold: kwestia honoru (Benedict Arnold: A Question of Honor, TV) – generał Benedict Arnold
- 2004: Jaskinie serca (Cavedweller, TV) – Clint Windsor
- 2004: Cień strachu (Shadow of Fear) – detektyw Scofield
- 2004: Chorał (Plainsong, TV) – Tom Guthrie
- 2004: Bobby Jones – Zamach geniusza (Bobby Jones: Stroke of Genius) – Harry Wardon
- 2004: Do zobaczenia w moich snach (See You in My Dreams, TV) – Joe F. Brown
- 2004: Droga po marzenia (Miracle Run, TV) – Douglas Thomas
- 2005: Empire Falls – David Roby
- 2005: Nine Lives – Henry
- 2005: Upodleni (The Exonerated, TV) – Kerry Max Cook
- 2005: Mayday (TV) – John Berry
- 2007: Ciemna materia (Dark Matter) – prof. Jacob Reiser
- 2007: Pochowaj me serce w Wounded Knee (Bury My Heart at Wounded Knee, TV) – Henry Dawes
- 2007: 32A – Frank Brennan
- 2008: Wild Child. Zbuntowana księżniczka (Wild Child) – Gerry Moore
- 2008: Książę Motor City (The Prince of Motor City, TV) – Charlie Hamilton
- 2009: Eklipsa (The Eclipse) – Nicholas Holden
- 2009: Przystojny Harry (Handsome Harry) – prof. Porter
- 2009: Blask tęczy (A Shine of Rainbows) – Alec O’Donnell
- 2010: W imię brata (The 5th Quarter) – Steven Abbate
- 2010: Dziewczyna i chłopak - wszystko na opak (Flipped) – Richard Baker
- 2010: Festival of Lights – Adem, ojczym Reshmy
- 2010: Jonah Hex – prezydent Ulysses Grant
- 2010: Klucz Sary (Sarah’s Key) – William Rainsferd
- 2010: Przekroczyć granicę (Across the Line: The Exodus of Charlie Wright) – Charlie Wright: amerykański bankier, który oszukuje miliardy i ucieka do Tijuany
- 2011: The Stand Up – Sandy Hardwick
- 2011: Tożsamość (Unknown) – Martin B.
- 2011: Nie ma tego złego (The Greening of Whitney Brown) – Henry Brown
- 2012: If I Were You – Derek
- 2012: Przypomniany (Allegiance) – podpułkownik Owens
- 2013: Rushlights – Cameron Brogden
- 2013: Ostatni strażnicy (The Last Keepers) – John Carver
- 2013: Zostań ze mną (Stay) – Dermot Fay
- 2018: Change in the Air – Moody
- 2021: Spiked – John Wilson
- 2022: Demaskator (Blacklight) – Gabriel Robinson
- 2023: Córka panny młodej (Daughter of the Bride) – Bruce Wright
- 2023: Cry from the Sea – ks. MacGabhann

### Seriale
- 2004–2005: Brygada ratunkowa (Third Watch) – porucznik / kapitan John Miller
- 2005: Empire Falls – David Roby
- 2008: Na granicy prawa (Canterbury’s Law) – Matthew „Matt” Furey
- 2010: Białe kołnierzyki (White Collar) – prof. George Oswald
- 2011: Główny podejrzany (Prime Suspect) – porucznik Kevin Sweeney
- 2011: Trawka (Weeds) – Foster „Chuck” Klein
- 2012–2019: Elementary – kapitan Thomas „Tommy” Gregson
- 2021-2022: Prawo i porządek: sekcja specjalna – Burton Lowe
- 2024: Zaprzysiężeni  (Blue Bloods) – detektyw Gus Vanderlip